# MŠK 질리나
MŠK 질리나(MŠK Žilina)는 슬로바키아의 축구팀이며, 슬로바키아의 북서부에 위치한 질리나를 연고로 하고 있는 클럽이다. 1993년부터 시작된 수페르리가에서 매우 성공적인 팀 가운데 하나이다.

## 역사
클럽은 1908년 말에 헝가리 이름인 Zsolnai testgyakorlók köre으로 창단하였다. 슬로바키아가 독립하기 전에 체코슬로바키아로 존재했을 때, 슬로바키아 클럽이 참가하는 리그가 존재했었는데, 1925년부터 1933년까지, 그리고 2차대전 기간인 1939년부터 1945년까지 존재하였다. 그 기간 동안에 질리나는 1927-28, 1928-29 두번의 우승을 차지하였다. 또한 체코슬로바키아 1부리그에서 31시즌을 보냈다.
1961년에 질리나는 체코슬로바키아 리그 우승 팀이었던 두클라 프라하를 컵 대회 결승에서 만났으나 패하였다. 그럼에도 불구하고 질리나는 최초로 유럽 대회에 출전하게 되었는데, UEFA 컵위너스컵에서 8강까지 올라갔으나 ACF 피오렌티나에 패하고 말았다.
독립을 하게 되면서 1996년에 질리나는 2부리그에서 리그를 진행했으나 한 시즌만에 승격하여 1997년부터 수페르리가에서 리그를 진행하게 되었다. 97년에는 UEFA 인터토토컵 진출권을 따내었으나 조별리그에서 다섯팀 가운데 4위에 머물고 말았다. 1999년에도 인터토토컵에 진출하였으나 2라운드에서 FC 메스에 합계 4-2로 패하였다.
2019-2020 슬로바키아 1부 리그에서 2위를 달리면서 순조로운 시즌을 보내고 있던 찰나 코로나19의 여파로 인해 경영이 어려워지면서 결국 2020년 3월 27일 팀 해산을 전격 결정했다.

## 클럽 명칭
- 1909 - ZsTK Zsolna 로 창단
- 1910 - ZsTS Zsolna 로 변경
- 1919 - SK Žilina 로 변경
- 1948 - Sokol Slovena Žilina 로 변경
- 1953 - Jiskra Slovena Žilina 로 변경
- 1956 - DSO Dynamo Žilina 로 변경
- 1963 - Jednota Žilina 로 변경
- 1967 - TJ ZVL Žilina 로 변경
- 1990 - ŠK Žilina 로 변경
- 1995 - MŠK Žilina 로 변경

## 역대 성적
- 슬로바키아 수페르리가

우승 : 2001-02, 2002-03, 2003-04, 2006-07, 2009-10, 2011-12, 2016-17

## 선수 명단

### 현역
참고: FIFA 자격 규정에 따라 소속된 국가대표팀 국기를 표시합니다. 선수는 복수의 FIFA 비회원국 국적을 가지고 있을 수 있습니다.
| 번호 | 포지션 | 국적       | 이름            |
| ---- | ------ | ---------- | --------------- |
| 4    | DF     | 우크라이나 | 니키타 켈렘베트 |
| 6    | MF     | 카메룬     | 자비에르 아당   |
| 29   | FW     | 슬로바키아 | 다비드 두리스   |

| 번호 | 포지션 | 국적       | 이름          |
| ---- | ------ | ---------- | ------------- |
| 33   | MF     | 슬로바키아 | 마리오 사우어 |

## 역대 감독
| 감독                  | 임기      |
| --------------------- | --------- |
| 이스트반 프리보즈     | 1935~1936 |
| 앤탈 말리             | 1946~1949 |
| 안톤 불라             | 1961~1962 |
| 보이테크 쇼터트       | 1967~1968 |
| 테오도르 라이언       | 1970~1973 |
| 미할 바라넥           | 1974~1975 |
| 요제프 마르코         | 1975~1977 |
| 에두아르드 한친       | 1977~1978 |
| 마이클 푸처           | 1978      |
| 카롤 페체             | 1979~1981 |
| 빌럼 마이스너         | 1981~1982 |
| 카밀 마르제니크       | 1982~1984 |
| 에밀 베제다           | 1984~1985 |
| 요제프 얀케           | 1985~1987 |
| 앨버트 러스크         | 1987~1988 |
| 카렐 브뤼크네르       | 1988~1989 |
| 요제프 지고           | 1991~1993 |
| 슈테판 슬레자크       | 1994~1995 |
| 요제프 지고           | 1995      |
| 스타니슬라프 그리가   | 1995~1996 |
| 안톤 야노시           | 1998~1999 |
| 요제프 바르모시       | 1999~2000 |
| 미로슬라프 투리아니크 | 2000      |
| 라디슬라프 주르케미크 | 2000~2001 |
| 레오시 칼보다         | 2002      |
| 야로슬라프 르바르     | 2003      |
| 라디슬라프 주르케미크 | 2004~2005 |
| 카롤 페체             | 2005      |
| 밀란 네메크           | 2005~2006 |
| 마리잔 블라크         | 2006      |
| 파벨 브르바           | 2006~2008 |
| 블라디미르 쿠트카     | 2009      |
| 파벨 하팔             | 2009~2011 |
| 프란스 아델라르       | 2012~2013 |
| 야로슬라프 켄토시     | 2018~2019 |
| 피터 체르나크         | 2021~2022 |
| 이반 벨라크           | 2022      |
| 야로슬라프 히네크     | 2022~     |